# Бабичев, Пётр Алексеевич
Пётр Алексеевич Бабичев — командир взвода пешей разведки 116-го гвардейского стрелкового полка 40-й гвардейской стрелковой дивизии 4-й гвардейской армии 3-го Украинского фронта, гвардии лейтенант.

## Биография
Родился 21 февраля 1922 года в деревне Борки ныне урочище на территории Ханты-Мансийского района Тюменской области в семье рыбака. Русский. Член КПСС с 1945 года. После окончания средней школы работал в рыболовецкой артели.
В Красной Армии с июля 1941 года. В 1942 году окончил Омское пехотное училище.
В июле 1942 года командир миномётного расчёта сержант Бабичев в составе Сибирской стрелковой дивизии был отправлен на Сталинградский фронт. Там получил ранение.
После возвращения в строй, службу продолжил командиром взвода пешей разведки 116-го гвардейского стрелкового полка 40-й гвардейской стрелковой Енакиевской Краснознамённой дивизии. В сентябре 1943 года при форсировании реки Молочной был вновь ранен.
В ночь на 1 декабря 1944 года, уже на территории Венгрии, перед командиром взвода разведки Петром Бабичевым поставили задачу: захватить и удержать до подхода основных сил плацдарм на противоположном берегу Дуная в районе города Дунапатай. Взвод Бабичева на трёх лодках под обстрелом противника форсировал Дунай. Используя методы ночной разведки, бесшумно уничтожили боевое охранение противника. Забросав траншеи врага гранатами, разведчики с криком «ура!» ворвались на его позиции. Ракетой дали знать своим о захвате плацдарма.
Всего взвод Бабичева уничтожил до 60 солдат и офицеров противника и взял в плен около 80 гитлеровцев вместе с боевой техникой. Фашисты вели яростные атаки на храбрецов, но разведчики стойко удерживали плацдарм до подхода основных сил.
Указом Президиума Верховного Совета СССР от 24 марта 1945 года за образцовое выполнение боевых заданий командования на фронте борьбы с немецкими захватчиками и проявленные при этом отвагу и геройство Петру Алексеевичу Бабичеву было присвоено звание Героя Советского Союза с вручением ордена Ленина и медали «Золотая Звезда» (№ 4871).
В 1947 году П. А. Бабичев окончил Курсы усовершенствования офицерского состава (КУОС). Работал в Ишимском и Тобольском военкоматах. С 1965 года майор П. А. Бабичев — в запасе.
Работал директором Тобольского городского пищекомбината. После ухода на пенсию переехал в город Тюмень. Умер 15 августа 1993 года. Похоронен на Аллее Героев Червишевского кладбища в Тюмени.

## Награды
- Медаль «Золотая Звезда» Героя Советского Союза
- Орден Ленина
- Три Ордена Красной Звезды
- Орден Отечественной войны I степени
- Медали, в том числе:
  - Медаль «За победу над Германией в Великой Отечественной войне 1941—1945 гг.»
  - Юбилейная медаль «Двадцать лет Победы в Великой Отечественной войне 1941—1945 гг.»
  - Юбилейная медаль «Тридцать лет Победы в Великой Отечественной войне 1941—1945 гг.»
  - Юбилейная медаль «Сорок лет Победы в Великой Отечественной войне 1941—1945 гг.»

## Память
В городе Ханты-Мансийске на «Аллее славы» в парке Победы, в честь героя Петра Алексеевича Бабичева установлен бронзовый Бюст.
В Тюмени на доме, в котором он жил, — мемориальная доска.